# Drzewo (matematyka)
Drzewo – graf nieskierowany, który jest spójny i acykliczny, czyli:
- z każdego wierzchołka drzewa można dotrzeć do każdego innego wierzchołka – spójność;
- można to zrobić tylko jednym sposobem – acykliczność, czyli brak możliwości chodzenia „w kółko”[3].

## Równoważne definicje
Graf prosty G jest drzewem jedynie wtedy, gdy spełnia jeden z warunków:
- dowolne dwa wierzchołki łączy dokładnie jedna ścieżka prosta
- G jest acykliczny i dodanie krawędzi łączącej dowolne dwa wierzchołki utworzy cykl
- G jest spójny i usunięcie dowolnej krawędzi spowoduje, że G przestanie być spójny

## Przykłady drzew

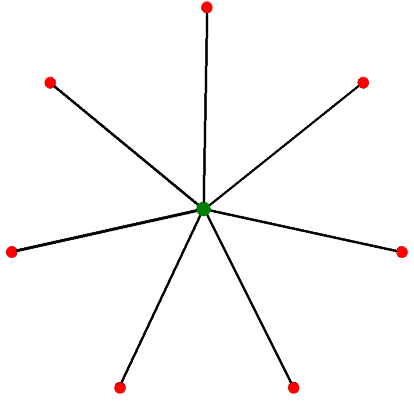

## Terminologia
Drzewo, w którym jest wyróżniony jeden z wierzchołków, nazywamy drzewem ukorzenionym, a wyróżniony wierzchołek – korzeniem.
Na takim drzewie możemy również określić relacje „rodzinne” pomiędzy wierzchołkami.
Dla dowolnej ścieżki prostej rozpoczynającej się od korzenia i zawierającej wierzchołek v:
- wierzchołki występujące w ścieżce przed v nazywamy jego przodkami v, a wierzchołki występujące po v – potomkami,
- wierzchołek bezpośrednio przed v nazywamy rodzicem lub ojcem, a bezpośrednio po – dzieckiem lub synem,
- wierzchołki mające wspólnego ojca nazywamy braćmi.

Wierzchołki, które nie mają synów, nazywamy liśćmi drzewa.
Najdłuższą ścieżkę w drzewie nazywamy średnicą drzewa. Jej długość liczymy, stosując programowanie dynamiczne.
W informatyce bardzo często wymaga się, żeby synowie tworzyli nie zbiór, lecz listę uporządkowaną. Taki twór co prawda nie jest matematycznie grafem, jednak ma ogromne znaczenie w tej dziedzinie matematyki.
Graf prosty, acykliczny i niespójny, który można traktować jako zbiór drzew, nazywa się lasem.
Podstawowe operacje na drzewach to:
- wyliczenie wszystkich elementów drzewa,
- wyszukanie konkretnego elementu,
- dodanie nowego elementu w określonym miejscu drzewa,
- usunięcie elementu.

## Zastosowanie drzew

### Diagramy zależności
W naturalny sposób reprezentują hierarchię danych (obiektów fizycznych i abstrakcyjnych, pojęć itp.) lub zależności typu klient-serwer.

### Struktury danych
W informatyce wiele struktur danych jest konkretną realizacją drzewa matematycznego. Wierzchołki drzewa reprezentują konkretne dane (liczby, napisy albo bardziej złożone struktury danych). Odpowiednie ułożenie danych w drzewie może ułatwić i przyspieszyć ich wyszukiwanie. Znaczenie tych struktur jest bardzo duże i ze względu na swoje własności drzewa są stosowane praktycznie w każdej dziedzinie informatyki (np. algorytmika, kryptografia, bazy danych, grafika komputerowa, przetwarzanie tekstu, telekomunikacja).
Specjalne znaczenie w informatyce mają drzewa binarne (liczba dzieci ograniczona do dwóch) i ich różne odmiany, np. drzewa AVL, drzewa czerwono-czarne, BST; drzewa, które posiadają więcej niż dwoje dzieci, są nazywane drzewami wyższych rzędów.
Zobacz też: Kopiec, Kodowanie Huffmana

### Inne
Jako drzewa przedstawia się składnie języków formalnych, w tym rachunku lambda. W teorii gier występują drzewa decyzyjne. Bazy danych i systemy plików stosują wiele algorytmów opartych na drzewach i specjalnych postaciach drzew takich jak drzewa binarne, B drzewa, B+ drzewa, drzewa AVL i inne.

## Własności drzew
W grafie {\displaystyle G=(V,E),} gdzie {\displaystyle V} to zbiór wierzchołków grafu, a {\displaystyle E} to zbiór krawędzi. Następujące warunki są równoważne:
1. {\displaystyle G} jest drzewem
2. dla każdych dwóch wierzchołków {\displaystyle u,v\in V} w grafie {\displaystyle G} istnieje dokładnie jedna uv-ścieżka
3. {\displaystyle G} jest spójny i {\displaystyle |V|=|E|+1}
4. {\displaystyle G} jest acykliczny i {\displaystyle |V|=|E|+1}

W drzewie ukorzenionym istnieje dokładnie jedna ścieżka pomiędzy węzłem a korzeniem. Liczba krawędzi w ścieżce jest nazywana długością (lub głębokością) – liczba o jeden większa określa poziom węzła. Z kolei wysokość drzewa jest równa wysokości jego korzenia, czyli długości najdłuższej ścieżki prostej od korzenia do liścia.
Liczba oznaczonych drzew o {\displaystyle n} wierzchołkach wynosi:
{\displaystyle n^{n-2}.}
Formuła ta nosi nazwę wzoru Cayleya.
Liczba drzew na zbiorze {\displaystyle n}-wierzchołków (gdzie {\displaystyle n} jest większe bądź równe 2), z których każdy ma stopień {\displaystyle d_{1},d_{2},\dots ,d_{n},} a suma stopni to {\displaystyle 2n-2,} wynosi:
{\displaystyle {n-2 \choose d_{1}-1,d_{2}-1,\dots ,d_{n}-1}={\frac {(n-2)!}{(d_{1}-1)!(d_{2}-1)!\ldots (d_{n}-1)!}}.}